# Karl Johann Maximowicz

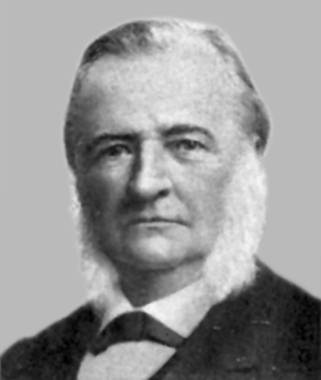
Karl Johann Maximowicz

Karl Johann Maximowicz, auch Carl Maximowicz oder Karl Iwanowitsch Maximowitsch (russ. Карл Иванович Максимович) (* 11. Novemberjul. / 23. November 1827greg. in Tula; † 4. Februarjul. / 16. Februar 1891greg. in Sankt Petersburg) war ein deutsch-russischer Botaniker. Sein offizielles botanisches Autorenkürzel lautet „Maxim.“

## Leben und Wirken
Maximowicz wurde in Tula als Deutsch-Balte geboren. Er studierte 1845–1849 Botanik an der Kaiserlichen Universität Dorpat. 1850 wurde er am Botanischen Garten in Sankt Petersburg Direktorialgehilfe. 1852 wurde er dort Konservator am Herbarium. 1864 wurde er erster Konservator des Botanischen Gartens, 1869 Direktor.

## Reisen
1852 unternahm er mit Alexander von Bunge, Girgensohn und Schmidt eine botanische Reise durch Livland. Danach begleitete er Ruprecht auf einer botanischen Reise durch Ingermanland.
Von 1853 bis 1857 begleitete er Leopold von Schrenck auf einer Forschungsreise zur Amurregion und nach Sachalin in Ostasien.
Von 1859 bis 1864 bereiste er China, Korea und Japan. Hierbei stieß er zunächst von Irkutsk aus kommend zum Amur vor und studierte diesen sowie seine Nebenflüsse Sungari und Ussuri. 1860 überquerte er das Waldgebirge Sichote-Alin und schiffte sich nach Korea an, wo er bis September 1860 forschte. Dann fuhr er nach Japan und erforschte bis 1864 die dortige Flora.
Von seinen Forschungsreisen kehrte er mit reichhaltigen Pflanzensammlungen zurück. Mit der Auswertung der gesammelten Exemplare verbrachte Maximowicz viele Jahre; für eine Vielzahl an Pflanzenarten gab er die Erstbeschreibung.

## Ehrungen
Nach Maximowicz benannt sind die Pflanzengattungen Maximowiczia Rupr. aus der Familie der Sternanisgewächse (Schisandraceae) und Maximowasia Kuntze aus der Familie der Kreuzblütler (Brassicaceae). 1868 wurde er außerordentliches und 1871 ordentliches Mitglied der Russischen Akademie der Wissenschaften. 1888 wurde Maximowicz in die American Academy of Arts and Sciences gewählt.

## Werke
- Die ersten botanischen Nachrichten über das Amurland. Erste Abtheilung. Beobachtungen von C. Maximowitsch, redigirt vom Akademiker Ruprecht. Digitalisat
- Botanische Nachrichten über das Amurland. Beobachtungen von C. Maximowitsch, redigirt vom Akademiker Ruprecht. Nachtrag zu demselben über neue Pflanzen-Species. Digitalisat
- Vegetations-Skizzen des Amurlandes. Digitalisat
- Primitiae florae amurensis, 1859
- Rhamneae orientali-asiaticae, 1866
- Diagnoses breves plantarum Japoniae et Mandshuriae, 1866–1876
- Rhododendreae Asiae Orientalis, 1870
- Monograph on genus Lespedeza, 1873
- Diagnoses plantarum novarum asiaticarum, 1877–1893
- Enumeratio plantarum hucusque in Mongolia: nec non adjacente parte Turkestaniae Sinensis lectarum, 1889
- Flora Tangutica: sive enumeratio plantarum regionis Tangut (AMDO) provinciae Kansu, nec non Tibetiae praesertim orientaliborealis atque tsaidam: ex collectionibus N.M. Przewalski atque G.N. Potanin, 1889